# Weimyia bispinosa
Weimyia bispinosa är en tvåvingeart som beskrevs av James 1978. Weimyia bispinosa ingår i släktet Weimyia och familjen vapenflugor. Inga underarter finns listade i Catalogue of Life.